# Муцу (залив)
Залив Муцу (яп. 陸奥湾 муцу-ван) — полузакрытый залив или полузакрытое море в Японии на северной оконечности острова Хонсю, в префектуре Аомори. Залив сообщается с проливом Цугару через узкий пролив Тайрадате в своей северной части.
Залив ограничивают полуостров Цугару на западе и полуостров Симокита на востоке и севере. В центральной части в залив на 10 км вдаётся полуостров Нацудомари, разделяющий его на восточную и западную части. В юго-западной части залива находится залив Аомори, на котором стоит город-порт Аомори. В северо-восточной части залива находится бухта Оминато, на которую выходит город Муцу. Залив окружён горами высотой до полукилометра, а в 20 км к югу от залива возвышаются горы высотой до 1,5 км.
Средняя глубина залива составляет около 40 м, максимальная — у устья пролива Тайрадате — около 75-80 м. Ширина устья залива составляет около 10 км.
Так как залив закрыт от окружающих морей и в нём не бывает сильных штормов, там добывается большое количество рыбы и морепродуктов, также там разводят морского гребешка, который является важной статёй экспорта. За исключением зимних месяцев, залив богат планктоном.